# Riunione del Collegio dei pittori di Brescia del 19 aprile 1517

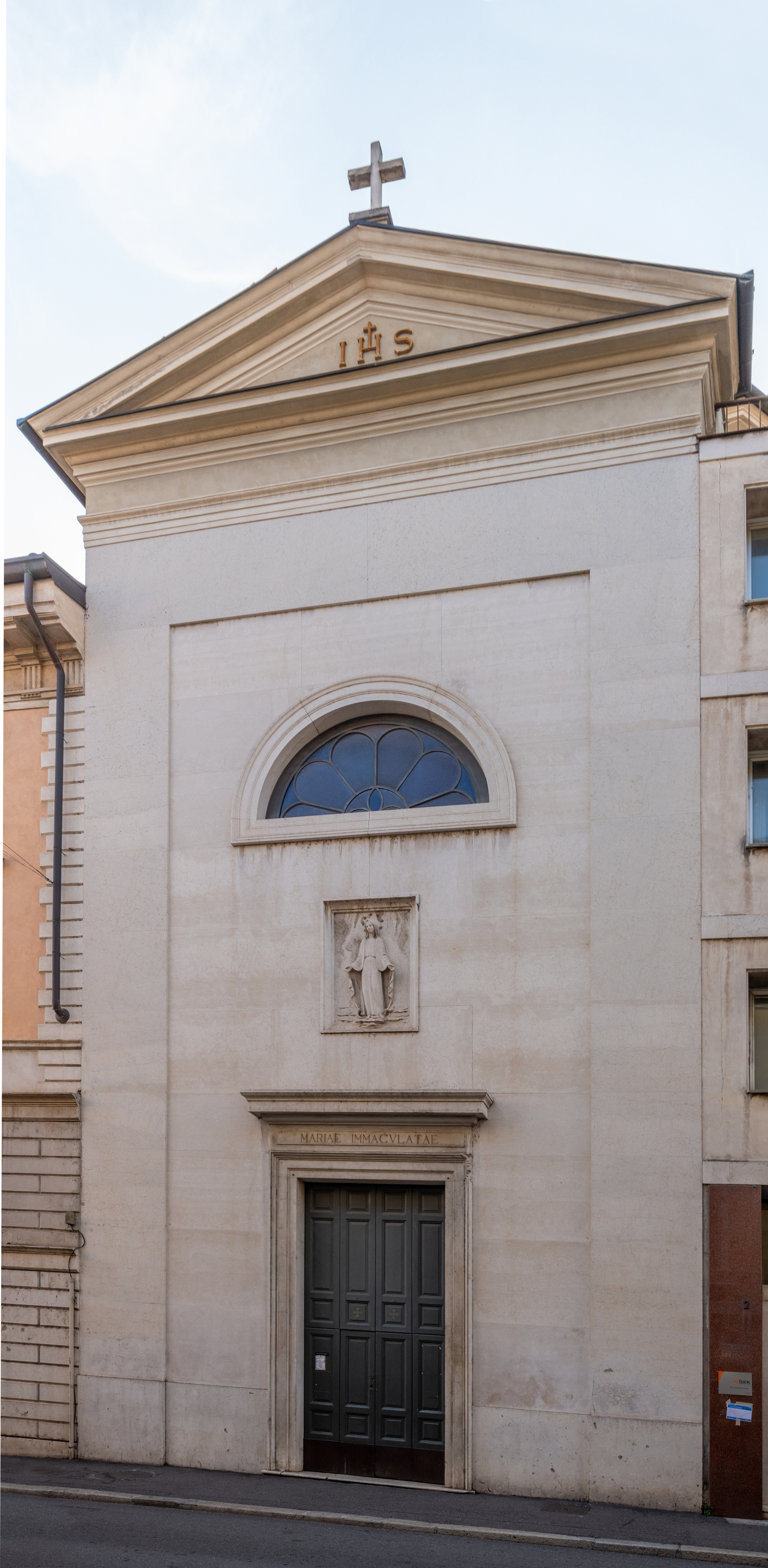
La chiesa di San Luca a Brescia dove si tenne la riunione, nella forma attuale

La riunione del Collegio dei pittori di Brescia avvenuta il 19 aprile 1517 è un evento documentato che si tenne in tale data nella chiesa di San Luca a Brescia.
La riunione è nota grazie a un documento coevo che riporta unicamente l'elenco dei 33 pittori presenti: un testo essenziale e privo di dettagli, ma al tempo stesso un formidabile "ritratto di famiglia" della scena artistica pittorica bresciana nel 1517. Colpisce il fatto che solo a quattro di questi pittori possano essere attribuite opere certe, mentre tutti gli altri restano a oggi "autori senza opere", forse figure minori ma verosimilmente responsabili di gran parte delle numerose pitture cinquecentesche anonime presenti nel territorio.
L'evento documentato mise attorno allo stesso tavolo pittori di ogni levatura, fama ed estrazione: il Moretto, Girolamo Romanino, Floriano Ferramola, Francesco Prata da Caravaggio e numerosi altri. Fanno eccezione alcuni "grandi assenti" come Paolo da Caylina il Giovane e Altobello Melone. Presenti anche il fratello di Ferramola, i due fratelli di Romanino, il pittore Matteo Zambelli presso il quale Andrea da Manerbio svolgerà il suo apprendistato e alcuni autori di opere perdute.
L'elenco si presta a svariate letture e suggestioni, in particolare per commentare la scena artistica locale a pochi anni dal devastante sacco di Brescia e a un solo anno dal ritorno a Brescia del dominio veneziano.

## Il documento
Di seguito il testo integrale del documento così come trascritto dallo scopritore Camillo Boselli nella sua pubblicazione del 1977 (nota: Mr sta per Magister):
Convocato collegio generali pictorum Brixie in loco suprascripto
pro infrascriptis ed aliis peragendis.

Mr Matheus de Zambellis

pro se et nomine mri Stephani fratris sui

Mr Jo: Maria de Urceis

Mr Andreas de Sachettis

Mr Florianus Feramola

Mr Franciscus de Leonibus

Mr Alexander de Bonvicinis

Mr Jo Petrus de Zambellis

Mr Franciscus de Caravatio

Mr Xphorus de Leginis

Mr Franciscus de Sachettis

Mr Jo: Jacobus Feramola

Mr Galeaz de Melonibus

Mr Petrus iacobus de...

Mr Xphoro Sachetto

Mr Hyeronimus de Romaninis

Mr Antonius de Romaninis

Mr Antonius de la Barba

Mr Alexander de Romaninis

Mr Alexander de Sachettis

Mr Thoninus de Castenedulo

Mr Venturinus de Urceis

Mr Paulus de Pavia

Mr Paulus de la Tola

Mr Antonius Parmulus

Mr Lucha de Austonibus

Mr Nicolaus de...

Mr Baptista de Bonsignor

Mr Antonius de Cocalio

Mr Thomas de Rodinis

Mr Franciscus de Vasconibus

Mr Xphorus de Scrofatis

Convocato il collegio generale dei pittori di Brescia nel luogo soprascritto,
per le questioni sottoscritte e altre da svolgere.

Maestro Matteo Zambelli

per sé e in nome di Maestro Stefano suo fratello

Maestro Giovanni Maria da Orzinuovi

Maestro Andrea Sacchetti

Maestro Floriano Ferramola

Maestro Francesco de Leonibus (forse da Leno)

Maestro Alessandro Bonvicino

Maestro Giovanni Pietro Zambelli

Maestro Francesco da Caravaggio

Maestro Cristoforo de Leginis

Maestro Francesco Sacchetti

Maestro Giovanni Giacomo Ferramola

Maestro Geleazzo Meloni

Maestro Pietro Giacomo da...

Maestro Cristoforo Sacchetti

Maestro Girolamo da Romano

Maestro Antonio da Romano

Maestro Antonio de la Barba

Maestro Alessandro da Romano

Maestro Alessandro Sacchetti

Maestro Tonino da Castenedolo

Maestro Venturino da Orzinuovi

Maestro Paolo da Pavia

Maestro Paolo de la Tola

Maestro Antonio Parmulus

Maestro Luca de Austonibus

Maestro Nicola da...

Maestro Battista Bonsignori

Maestro Antonio da Coccaglio

Maestro Tommaso de Rodinis

Maestro Francesco de Vasconibus

Maestro Cristofoto de Scrofatis

Maestro Giovanni Sacchetti.
»
(Camillo Boselli, Regesto artistico dei notai roganti in Brescia dall'anno 1500 all'anno 1560, documento 37 "A.S.B. NOTARILE BRESCIA NOT. MELONI GALEAZZO 1517/25 N. 1148", vol. II Documenti, in Supplemento ai Commentari dell'Ateneo di Brescia per l'anno 1976, Ateneno di Brescia, Brescia 1977.)
Non sono pervenuti altri documenti a parte l'elenco dei presenti. Nel documento appaiono quindi i nomi di 33 pittori presenti alla riunione del Collegio, dei quali 32 effettivamente presenti e uno, Stephani de Zambellis, rappresentato dal fratello Matheus de Zambellis.
La riunione avvenne nella chiesa di San Luca a Brescia, all'epoca di stretta pertinenza dell'ospedale di San Luca, principale struttura sanitaria della città. La chiesa, di antica fondazione duecentesca, è ancora oggi esistente ma ampiamente ristrutturata nel XVIII secolo e ribaltata nell'orientamento nel XIX secolo. Nel 1517, l'edificio doveva presentarsi nella forma raggiunta col documentato rifacimento del 1492, forma della quale nulla è pervenuto. La chiesa si affacciava sulla piazzetta di San Luca lungo corso Zanardelli, ove invece oggi insiste la nuova abside. La scelta di questo specifico edificio per ospitare la riunione è coerente con la tradizionale identificazione di san Luca Evangelista come patrono dei pittori.
Nella fattispecie, a riunirsi è il collegio generali pictorum Brixie, una sorta di corporazione di arti e mestieri (nel linguaggio locale, un "paratico") la cui esistenza a Brescia nel Cinquecento non è altrimenti documentata. Il solo elenco dei presenti non restituisce alcuna informazione per capire quali fossero gli obiettivi e le prerogative del collegio, probabilmente di mutua assistenza con ricadute economiche, sociali e religiose in modo non dissimile da altre realtà come la Compagnia di San Luca di Firenze o l'Accademia nazionale di San Luca a Roma.

## Considerazioni sul documento e sui nomi elencati

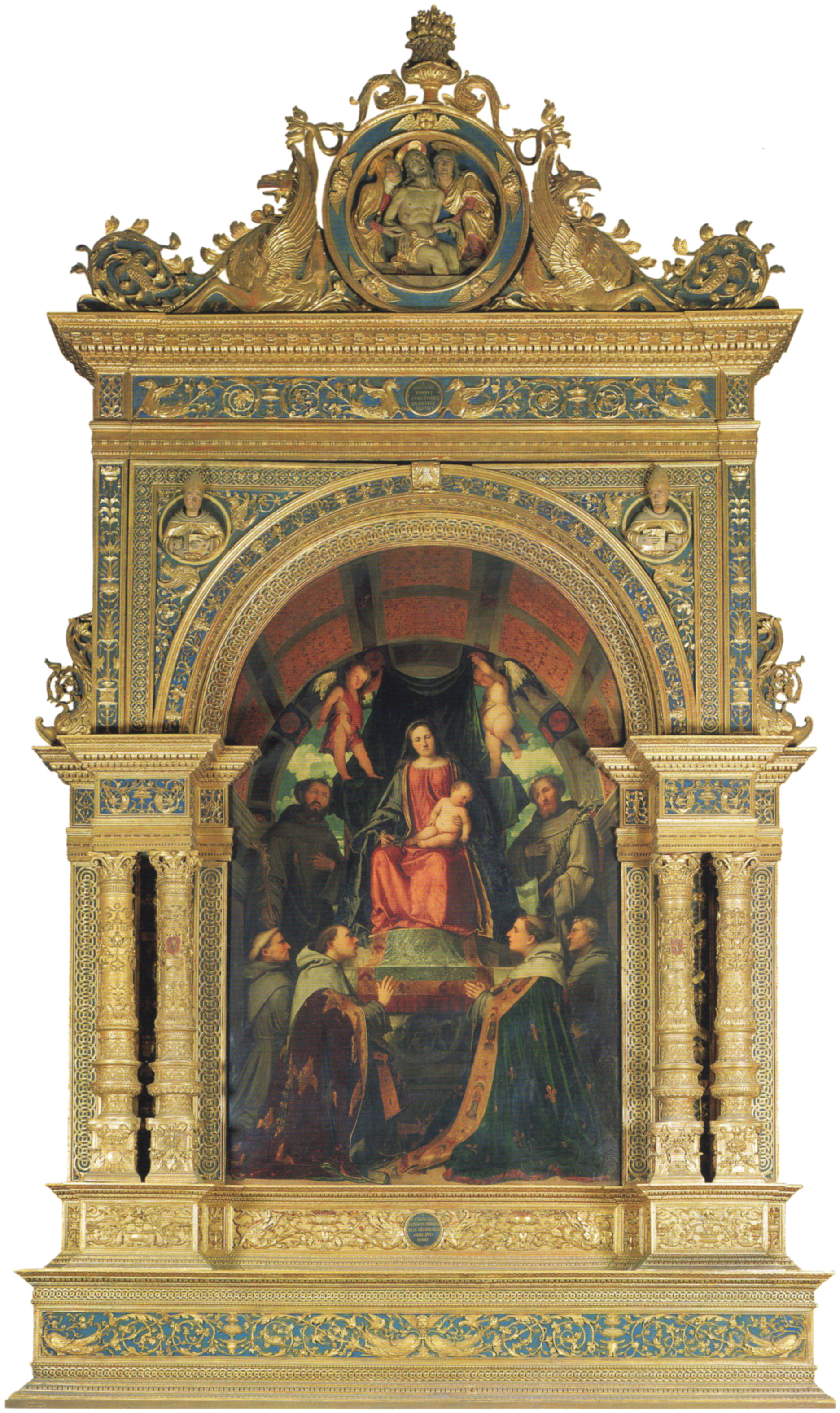
Romanino, Pala di San Francesco, probabilmente già in lavorazione all'epoca della riunione

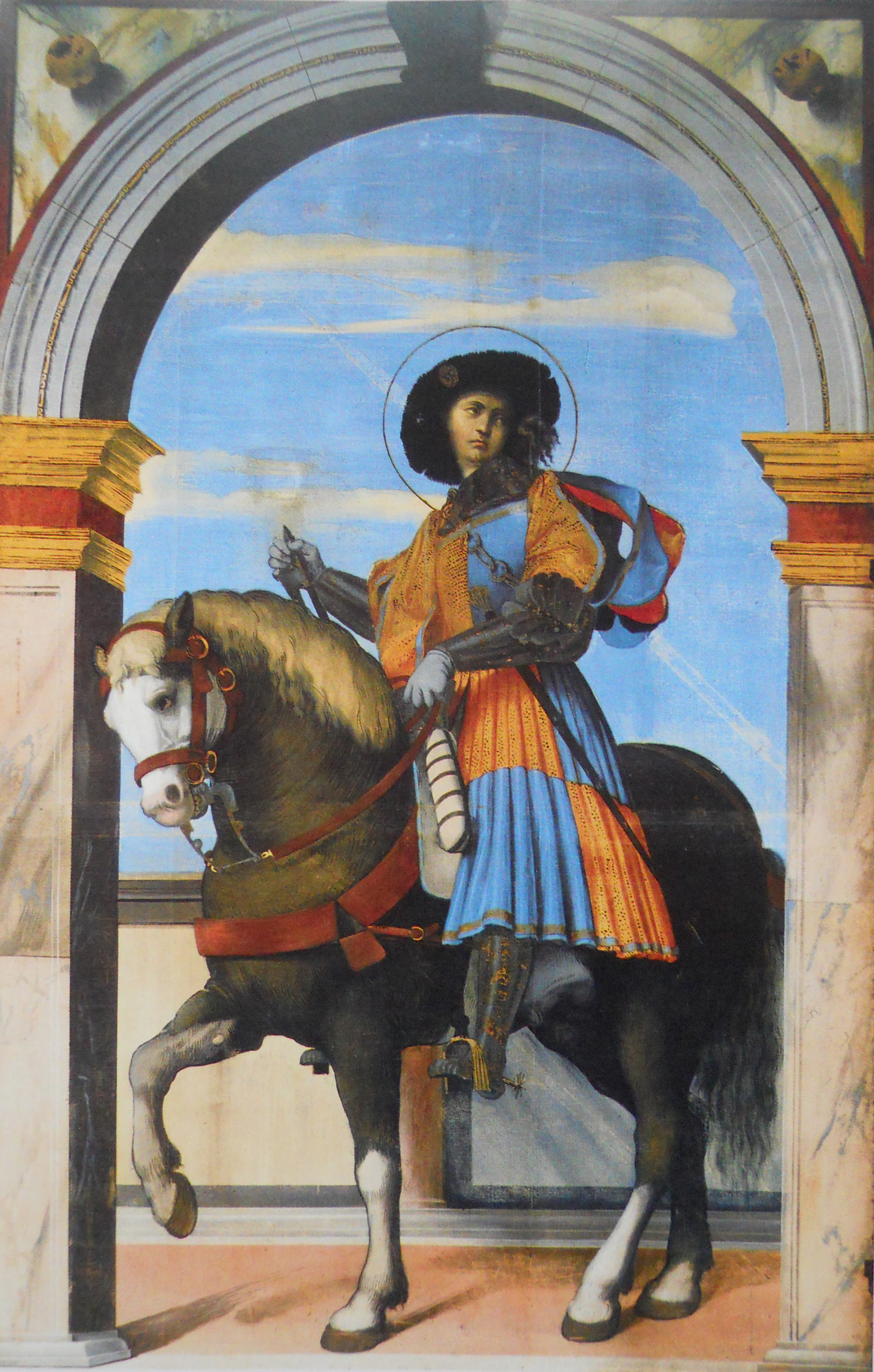
Moretto, San Faustino a cavallo dalle ante dell'organo del Duomo vecchio, all'incirca contemporaneo alla riunione

Nulla è dato sapere circa le infrascriptis ed aliis peragendis ("questioni sottoscritte e altre da svolgere") citate nell'incipit, perciò non è dato sapere di cosa i 33 pittori discussero e su cosa si confrontarono, né in che modo o in quale misura l'uno rispetto agli altri. Nella sua quasi totale carenza di informazioni a corredo, il documento rappresenta una sorta di fotografia della scena artistica pittorica attiva a Brescia nel 1517.
L'aspetto più significativo è che, su 33 nomi di pittori, solamente quattro sono noti attraverso opere documentate, ossia a solamente quattro nomi è possibile riferire opere d'arte attualmente esistenti. Gli altri ventotto pittori sono ancora oggi "pittori senza opere", certamente autori di svariate pitture, molte delle quali giunte fino a noi e tuttavia indispensabili per ricostruire il quadro complessivo della pittura rinascimentale bresciana. Un esempio sono gli affreschi votivi nella pieve della Mitria a Nave, eseguiti da molteplici mani e dalla tormentata storia attributiva.
Di seguito le identificazioni o i riferimenti storici noti ai pittori nell'elenco, riportati nello stesso ordine:
- Mr Matheus de Zambellis e suo fratello mri Stephani: sono Matteo e Stefano Zambelli, fratelli a capo di una bottega certo florida ma scarsamente documentata, attiva in contrada di San Cassiano. Due anni e mezzo dopo questa riunione, Matteo sottoscriverà un contratto di garzonaggio col giovanissimo Andrea da Manerbio, impegnandosi col padre Pietro Marone falegname di tenerlo nella sua bottega per cinque anni[6]. Andrea, a sua volta, fonderà la florida famiglia-bottega bresciana dei pittori Marone[7].
- Mr Florianus Feramola è Floriano Ferramola, apprezzato e prolifico pittore attivo tra la fine del XV secolo e la morte avvenuta nel 1528. Lo stile di Ferramola, intermedio tra Vincenzo Foppa e i grandi maestri del Rinascimento bresciano, si riflette in innumerevoli opere di scuola o bottega del periodo, senza che alcuna mano sia riconducibile sotto un nome specifico. Nel 1517, Ferramola è all'apice della sua carriera artistica, uscente dalla commessa del 1515 delle ante dell'organo del Duomo vecchio e già attivo nell'esecuzione degli affreschi della chiesa di Santa Maria in Solario nel monastero di Santa Giulia[8].
- Mr Alexander de Bonvicinis è Alessandro Bonvicino detto il Moretto, che col tempo diventerà il pittore più richiesto in città e l'esponente più importante e rappresentativo della pittura rinascimentale bresciana di pieno Cinquecento. Nel 1517, il Moretto è ancora un giovane talentuoso, apparso sulla scena documentaria nel 1514 e già reduce di alcune importanti commesse private e in contesti religiosi, tra cui le già citate ante d'organo del Duomo vecchio, per le quali aveva lavorato nel 1515 in collaborazione con Ferramola. Entro pochi anni, nel 1521, riceverà l'incarico per le tele della Cappella del Santissimo Sacramento nella chiesa di San Giovanni Evangelista a Brescia, da realizzare in contrapposizione con l'altra metà del ciclo affidata al Romanino, opera che lo consacrerà a una fama indiscussa[9].
- Mr Jo Petrus de Zambellis è il pittore che il 22 ottobre 1517, sei mesi dopo la riunione del Collegio, sottoscrive un contratto in coppia con Paolo da Caylina il Giovane per l'esecuzione degli affreschi della cappella di San Rocco nella chiesa di Santa Maria Assunta a Botticino Sera[10]. Di questa cappella rimane solo l'arcone d'ingresso, dipinto dalla mano del Caylina con cinque Profeti, e il cosiddetto Crocifisso di Botticino di Maffeo Olivieri, anch'esso pattuito nello stesso contratto[11].
- Mr Franciscus de Caravatio è Francesco Prata da Caravaggio, autore sfuggente e itinerante con solo cinque opere documentate, molto vicino per stile al Romanino. Nel 1517 è al lavoro da ormai diversi anni e sta godendo di un notevole successo. A quella data sta per iniziare, o ha già iniziato, la collaborazione con i francescani di Brescia, per la cui chiesa eseguirà la Visitazione all'altare di san Girolamo, straordinaria convergenza di pittura e scultura, e lo Sposalizio della Vergine per l'altare opposto[12][13].
- Mr Jo: Jacobus Feramola è Giovanni Giacomo Ferramola, fratello del più noto Floriano. Nonostante sia fittamente documentato lungo il corso del XVI secolo e sia sopravvissuto al fratello per oltre vent'anni[14], nessuna opera gli è attribuibile con certezza. È verosimile che vi sia il suo apporto negli affreschi del coro delle monache e in quelli di Santa Maria in Solario nel monastero di Santa Giulia, ai quali Floriano lavorò con largo ricorso ad aiuti[8].
- Mr Galeaz de Melonibus, da intendere come Galeazzo Meloni, si distingue in quanto notaio redattore del documento stesso, che è stato recuperato da Boselli proprio in un faldone a suo nome nel fondo storico dell'Archivio notarile di Brescia[15]. Galeazzo cita sé stesso nell'elenco, rivelando la sua doppia professione di notaio e pittore. Egli è probabilmente lo stesso Galeazzo Meloni civis et habitator Brixie ("cittadino e residente in Brescia") al quale, nel 1514, i rappresentanti della Scuola del Corpus Domini di Gavardo commissionano un'ancona per l'altare del Santissimo Sacramento nella loro pieve (oggi chiesa dei Santi Filippo e Giacomo), con esplicita indicazione che fosse al pari in forma e valore al Compianto sul Cristo morto di Zenone Veronese nel Duomo di Salò[16][17].
- Mr Hyeronimus de Romaninis è Girolamo Romani detto il Romanino, figura chiave della pittura rinascimentale bresciana. La sua apparizione in questo elenco testimonia l'avvenuto ritorno da Padova, dove aveva eseguito la Pala di Santa Giustina, e probabilmente nello stesso periodo è già all'opera alla Pala di San Francesco a Brescia. Più anziano del Moretto, nel 1517 è già un pittore di larga fama che tuttavia entro qualche anno si rifugerà volentieri in provincia, in cerca di libertà di espressione e apprezzamento per il suo stile del tutto peculiare.[18]
- Mr Antonius de Romaninis è Antonio Romanino fratello di Girolamo, di cui nulla si conosce se non che fosse un pictor da questo e pochissimi altri documenti cinquecenteschi[19].
- Mr Alexander de Romaninis è Alessandro Romanino, altro fratello di Girolamo, fittamente documentato da Boselli negli atti notarili dell'epoca come pictor, ma del tutto privo di opere assegnate[20].

Tra i "grandi assenti" nell'elenco c'è Paolo da Caylina il Giovane, nipote ed erede di Vincenzo Foppa, prolifico e apprezzato pittore bresciano di inizio Cinquecento non dissimile da Floriano Ferramola. È del tutto improbabile che possa essere identificato con Paulus de Pavia o con Paulus de la Tola, i soli due Paulus dell'elenco, magari in virtù del fatto che nel 1504 è registrato a Pavia come procuratore proprio del Foppa e che nel 1505-1506 è all'opera nel castello di Ferrara come Paulo de Pavia depentor. In patria non sarebbe stato appellato de Pavia, tant'è che nei documenti bresciani compare come Paulus de Foppis o de Caylina. Singolare anche l'assenza di Altobello Melone, pittore vicinissimo per stile al Romanino, attivo in Brescia e provincia almeno del 1510 circa. Altro pittore attivo nel bresciano in quegli anni, e assente dall'elenco, è Martino da Gavardo, di spiccata impronta ferramoliana. Assente anche Tonino Sacchetti, altro pictor senza opere note ma fittamente documentato a Brescia nel Cinquecento e probabile parente degli altri cinque "Sacchetti" presenti alla riunione. In ogni caso, la loro assenza dall'elenco non significa necessariamente che non facessero parte del collegio, ma è plausibile che qualcuno non fosse presente per tutt'altre circostanze.
Stupisce meno l'assenza di Giovanni Gerolamo Savoldo, bresciano di nascita ma documentato a Parma nel 1506 e a Firenze nel 1508, dove si iscrisse all'Arte dei Medici e degli Speziali, la corporazione dei pittori. Successivamente si stabilì a Venezia entro il 1520, dove firmò la tavola con i Santi eremiti Antonio e Paolo, attualmente alle Gallerie dell'Accademia. Callisto Piazza, lodigiano ma noto per la fortunata carriera artistica bresciana, nel 1517 è improbabile che fosse già arrivato a Brescia, nella quale si trasferì forse poco dopo il 1520. Le sue prime opere datate e firmate risalgono al 1524 e presentano caratteristiche già pienamente bresciane. Allo stesso modo Vincenzo Civerchio, cremasco e molto attivo a Brescia ai primi del secolo tanto da diventarne cittadino, nel 1517 stava ormai completando il progressivo ritorno in patria, tanto che nel 1518 sarebbe stato eletto pittore ufficiale di Crema. Vincenzo Foppa, invece, era morto da almeno più di sei mesi, tra il maggio 1515 e l'ottobre 1516.
Nove dei pittori citati sono noti esclusivamente per mezzo di questo elenco e non sono altrimenti documentati (Mr Antonius de la Barba, Mr Lucha de Austonibus, Mr Xphorus de Leginis, Mr Paulus de Pavia, Mr Antonius Parmulus, Mr Antonius de Cocalio, Mr Thomas de Rodinis, Mr Franciscus de Vasconibus, Mr Xphorus de Scrofatis e Mr Jo: de Sachettis), oltre ai due pittori citati senza provenienza che non sono identificabili (Mr Petrus iacobus de... e Mr Nicolaus de...). Di questi undici nomi, nove sono gli ultimi nomi registrati nell'elenco.

## Considerazioni storiche
Oltre ai commenti sui singoli nomi che compaiono nell'elenco dei partecipanti alla riunione, il documento si presta a una serie di considerazioni storiche che aiutano a tratteggiare il panorama artistico bresciano in un momento cruciale della sua storia cinquecentesca.
Nel 1517, la città di Brescia usciva da un lungo periodo di instabilità politica e gravi tensioni sociali. Questo clima turbolento era conseguenza diretta degli eventi legati alla guerra della Lega di Cambrai e agli scontri tra la Repubblica di Venezia, alla quale la città apparteneva, e le principali potenze europee del tempo, in particolare il Regno di Francia. Dopo circa un secolo di dominio veneziano, Brescia si arrese ai francesi nel 1509, ma nel 1512 si ribellò provocando una durissima reazione: il sacco del 19 febbraio 1512, ad opera delle truppe di Gastone de Foix, fu segnato da violenze e saccheggi indiscriminati. Con questo tragico evento tramontava definitivamente il mito tardo quattrocentesco della Brixia Magnipotens, che per circa vent'anni aveva alimentato una vivace stagione rinascimentale. Solo nel 1516 la Repubblica di Venezia riuscì a ristabilire il proprio dominio su Brescia.
La reazione della scena artistica bresciana al trauma bellico si può ricostruire solo a posteriori, osservando commesse e spostamenti dei pittori. Alcuni lasciarono la città, per esempio Romanino, che dall'aprile 1513 fino alla fine del 1516 lavorò a Padova, mentre altri restarono in città e neppure cessarono l'attività artistica, come Floriano Ferramola addirittura coinvolto in un leggendario episodio di resistenza contro i soldati francesi. Anche Moretto, come si è detto, è documentato a Brescia dal 1514. Superata nel 1516 la triste parentesi della guerra, per pittori vecchi e nuovi era arrivato il momento di tornare all'opera, dedicandosi a commesse che riflettevano un rinnovato impulso artistico. Il solo fatto di ristabilire in forma e sostanza un paratico professionale, con una riunione partecipata da oltre trenta pittori di ogni livello ed estrazione, in cui discutere di chissà quali "questioni sottoscritte e altre da svolgere", è sintomo di un clima completamente nuovo per il settore. Nell'elenco dei presenti alla riunione si intuiscono i germogli del rinascimento bresciano del Cinquecento: i nomi della vecchia scuola foppesca, come Floriano Ferramola, compaiono a fianco di Moretto e Romanino, entrambi all'inizio di una rinnovata età dell'oro per la pittura locale che sarebbe durata fino alla seconda metà del secolo.